# Stan Anderson
Stanley Anderson (Horden, 27 de febrero de 1933 – 10 de junio de 2018) fue un futbolista y entrenador británico que se desempeñaba en la posición de centrocampista. Ha sido el único jugador que ha sido capitán en los tres grandes equipos equipo del Noreste; Sunderland, Newcastle y Middlesbrough.

## Carrera como jugador
Anderson parecía destinado a terminar su carrera en el Sunderland, pero después de 400 partidos y 12 años fichó por el Newcastle United por 35.000 libras en noviembre de 1963.

## Carrera como entrenador
Sustituyó a Raich Carter como entrenador del Middlesbrough en abril de 1966 y estuvo en el cargo hasta su renuncia en abril de 1973 siendo reemplazado por Jack Charlton. En ese tiempo, el equipo estaba militando en la Second division. Después de dejar el Middlesbrough, entrenó al AEK Atenas y posteriormente al Queens Park Rangers, Doncaster Rovers y al Bolton Wanderers retirándose de la dirección en 1981. Continuó su carrera como ojeador en varios equipos incluido el Newcastle.

## Clubes

### Como jugador
| Club               | País       | Año       | Partidos | Goles |
| ------------------ | ---------- | --------- | -------- | ----- |
| Sunderland A.F.C.  | Inglaterra | 1952–1963 | 402      | 31    |
| Newcastle United   | Inglaterra | 1963–1965 | 81       | 13    |
| Middlesbrough F.C. | Inglaterra | 1965–1966 | 21       | 2     |

### Como entrenador
| Club                | País       | Año       |
| ------------------- | ---------- | --------- |
| Middlesbrough F.C.  | Inglaterra | 1966–1973 |
| AEK Atenas          | Grecia     | 1973–1974 |
| Queens Park Rangers | Inglaterra | 1974      |
| Doncaster Rovers    | Inglaterra | 1975–1978 |
| Bolton Wanderers    | Inglaterra | 1980–1981 |